# Per Gut
Per Gut var en fattig mand, der boede i en underjordisk hule på øen Kidholm nær den sydfynske ø, Thurø, med sin familie. Familien ville gerne bo på Thurø, men måtte ikke, eftersom øen ikke ønskede at huse flere "fattigrøve". Da fik Per Gut den idé at bygge sin egen ø. Han satte fire pælerækker kun få meter fra Thurø nær den nuværende havn Gambøt, og hentede jord fra Kidholm i en lille jolle. Per Gut byggede et lille bindingsværkshus ude på øen, hvorpå han satte et skilt med ordene: "Øen – Anno 1870". Selvom man vil synes, at Per Gut var betænksom da han lavede øen, var der dog mange, der var utilfredse med hans lille nummer. Skatteopkræveren forlangte nemlig, at han ikke måtte betræde Thurø, når han nu ikke betalte skat. Efterhånden som årene gik, fyldte Per Gut mere og mere jord på sin lille ø, og i dag kan man ikke se, at det nogensinde har været en selvstændig ø. Både ø og hus er stadig at se den dag i dag, men huset fungerer dog kun som sommerhus.
Historien er også omtalt i De Danskes Øer af Acton Friis, dog kun med henvisning til en navnløs eremit.